# Brahaman Sinisterra
Brahaman Sinisterra (Quibdó, Chocó; 9 de diciembre de 1975) es un exfutbolista colombiano. Jugaba de defensa. En la actualidad es director técnico titulado en ATFA.

## Trayectoria
Fue descubierto en 1992 y enviado al América de Cali por Pedro Zape. Con el equipo escarlata no tuvo muchas oportunidades y pide que lo cedan pasando por varios clubes. Gracias a Efrain Pachon llega al fútbol internacional.
San Lorenzo de Almagro compra sus derechos deportivos aunque no pudo jugar ya que el cupo de extranjeros estaba lleno, fue cedido al Club Almagro donde se consagra campeón de segunda división y ya en primera dividió entra en la historia del club ya que anota el primer gol del equipo en la máxima categoría luego de 73 años. La hinchada del club lo comparaba con Pele tanto que le hicieron un cántico. Después pasaría al 'Taladro' donde juega por una temporada, tras pasar cuatro años en Argentina toma nuevos rumbos y llega a Alemania donde inicialmente ficharía por el Schalke 04 pero a último momento el Arminia Bielefeld pago más por su ficha y se hace a sus servicios, en territorio alemán estuvo 4 temporadas luego regresá a la Argentina para jugar seis meses con Nueva Chicago al cuál culmina su contrató por falta de pago.
Tras 9 años en el fútbol internacional regresa a Colombia ene enero de 2007 para jugar Copa Libertadores con el Deportes Tolima, pasaría por otros clubes hasta 2009 del balompié cafetero regresando en 2010  al Club Almagro donde se retira del profesionalismo en 2013 tras 18 años de actividad. Tras su retiro se tituló como entrenador en la ATFA y espera dirigir próximamente.

## Gol olímpico
En el año 2007 jugando para el Deportivo Pasto le anotó un gol olímpico al Atlético Bucaramanga en el arco norte del Estadio Departamental Libertad en la victoria 2-0 del equipo volcánico contra el Leopardo válido por la fecha 13 del Torneo Finalización.

## Selección nacional
Fue internacional con la Selección Colombia en tres partidos entre 1996 y 2004. Y siendo convocado en la Copa América 2004 siendo suplente en todos los partidos.

### Participaciones enCopas América
| Copa América      | Sede | Resultado    | PJ                           | GA | Asis |
| ----------------- | ---- | ------------ | ---------------------------- | -- | ---- |
| Copa América 2004 | Perú | Cuarto lugar | 0 (6 partidos como suplente) | 0  | 0    |

## Clubes
| Club                      | País      | Año         |
| ------------------------- | --------- | ----------- |
| Deportivo Cali            | Colombia  | 1995 - 1999 |
| San Lorenzo               | Argentina | 1999 - 2000 |
| Banfield                  | Argentina | 2001 - 2002 |
| Club Atlético Bella Vista | Uruguay   | 2002 - 2004 |
| Eintracht Frankfurt       | Alemania  | 2004 - 2006 |
| Nueva Chicago             | Argentina | 2006        |
| Deportivo Cali            | Colombia  | 2007 - 2009 |
| San Lorenzo               | Argentina | 2010 - 2013 |

## Palmarés

### Títulos nacionales
| Título          | Club         | País     | Año  |
| --------------- | ------------ | -------- | ---- |
| Torneo Apertura | Boyacá Chicó | Colombia | 2008 |